# Малая Киселиха
Малая Киселиха – деревня в Покровской сельской администрации Покровского сельского поселения Рыбинского района Ярославской области . 
Деревня находится непосредственно на южной окраине города Рыбинск, в пределах Окружной автомобильной дороги города, между этой дорогой и радиальной автомобильной дорогой, ведущей из Рыбинска к посёлку Кстово, с другой стороны этой дороги, также в пределах Окружной дороги находится деревня Суховское, с внешней стороны Окружной дороги деревня Большая Киселиха и Кстово.
На 1 января 2007 года в деревне числилось 16 человек . По почтовым данным в деревня 12 домов. .